# Osmia pentstemonis
Osmia pentstemonis är en biart som beskrevs av Cockerell 1906. Osmia pentstemonis ingår i släktet murarbin, och familjen buksamlarbin. Inga underarter finns listade i Catalogue of Life.